# Polūr
Polūr är en ort i Indien.   Den ligger i distriktet Tiruvannamalai och delstaten Tamil Nadu, i den södra delen av landet, 1 800 km söder om huvudstaden New Delhi. Polūr ligger 176 meter över havet och antalet invånare är 26 290.
Terrängen runt Polūr är platt åt sydost, men åt nordväst är den kuperad. Runt Polūr är det tätbefolkat, med 308 invånare per kvadratkilometer. Det finns inga andra samhällen i närheten. Omgivningarna runt Polūr är en mosaik av jordbruksmark och naturlig växtlighet.